# Kultura Villanova

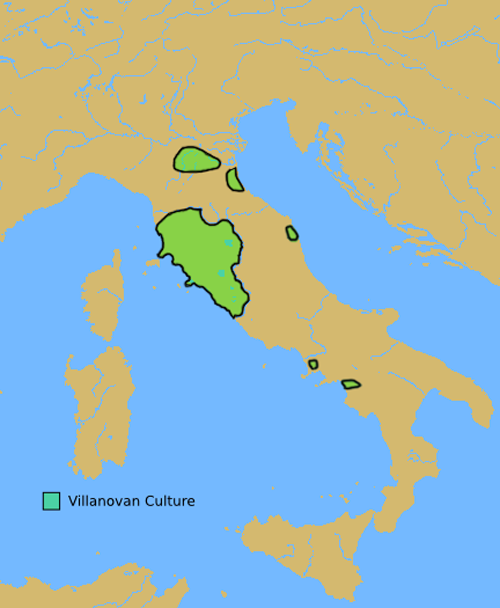
Kultura Villanova 900 p.n.e.

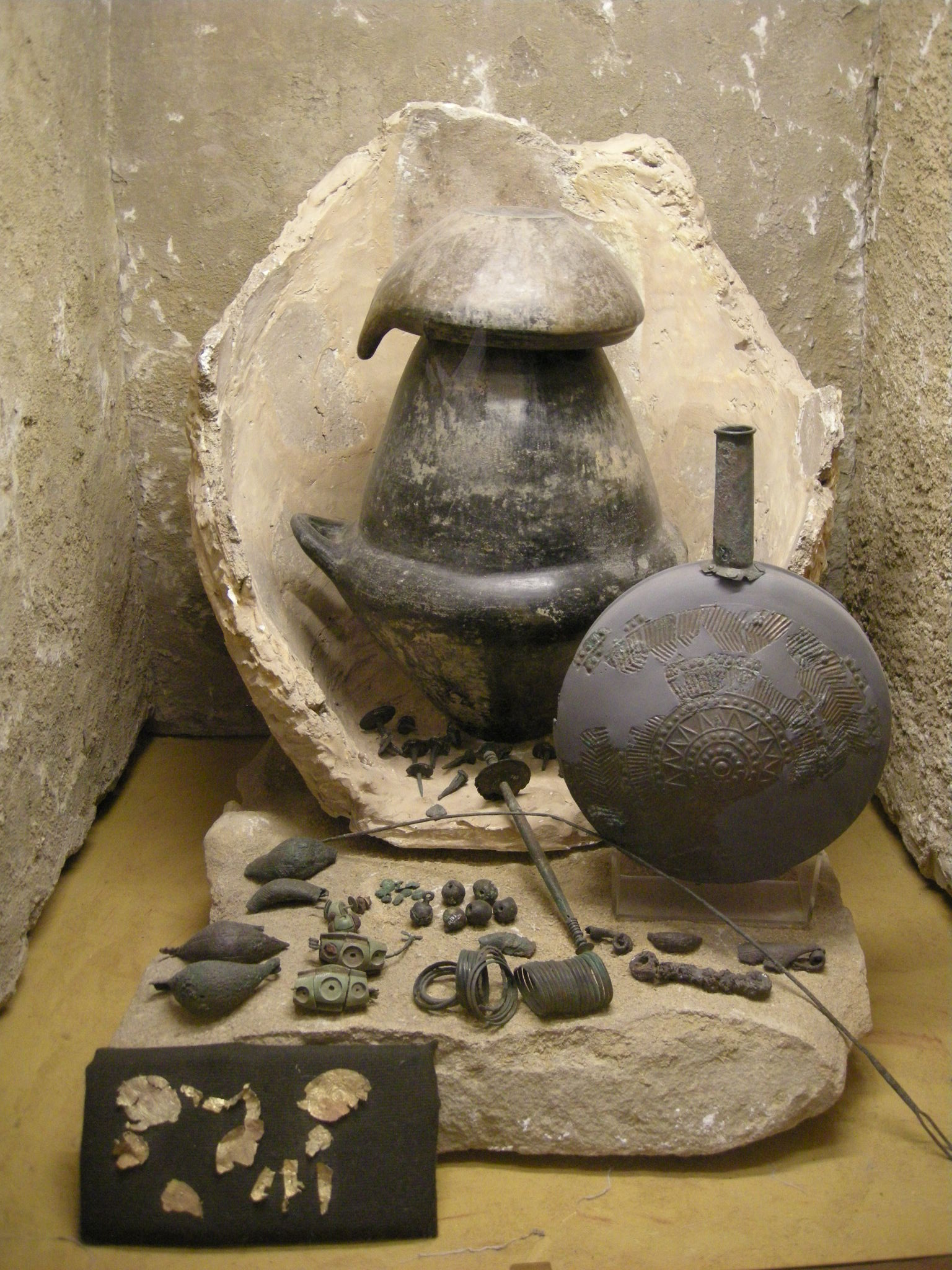
Grób z okresu kultury Villanova

Kultura Villanova, kultura willanowiańska – kultura wczesnej epoki żelaza. Odegrała decydującą role w dziejach Italii w okresie IX – VIII wiek p.n.e. Charakterystyczne dla tej kultury są urny stożkowo zdobione rytymi motywami geometrycznymi. Urny umieszczane były w grobowcach szybowych.
Archeolodzy rozróżniają dwie główne grupy:
- północna na terenach wokół Bolonii
- południowa (nadmorska) obejmująca Toskanię i północne Lacjum – wyróżniająca się urnami z przykryciami w kształcie hełmu.

Nazwa kultury pochodzi od miejscowości Villanova (nieopodal Bolonii), gdzie w 1853 roku odkryto pierwsze jej ślady. Kultura ta wywarła również silny wpływ na kształtowanie się cywilizacji etruskiej.